# Gagnoa flygplats
Gagnoa flygplats är en flygplats vid staden Gagnoa i Elfenbenskusten. Den ligger i den södra delen av landet, 110 km sydväst om huvudstaden Yamoussoukro. Gagnoa flygplats ligger 269 meter över havet. IATA-koden är GGN och ICAO-koden DIGA.